# (330) Adalberta
(330) Adalberta – planetoida z pasa głównego asteroid okrążająca Słońce w ciągu 3 lat i 321 dni w średniej odległości 2,47 j.a. Została odkryta 2 lutego 1910 roku w Landessternwarte Heidelberg-Königstuhl w Heidelbergu przez Maxa Wolfa. Nazwa pochodzi od Adalberta Merxa, teścia odkrywcy. Przed nadaniem nazwy planetoida nosiła oznaczenie tymczasowe (330) A910 CB.